# Menara Alor Setar
Der Menara Alor Setar ist ein 165,5 Meter hoher Fernsehturm im malaysischen Alor Setar im Bundesstaat Kedah. Die Baukosten des 1998 eröffneten Turms betrugen 40 Millionen Ringgit. Für die Öffentlichkeit ist eine Aussichtsplattform auf 88 Metern zugänglich. Neben einem Restaurant beherbergt er auch Geschäfte. Architektonisch lehnt sich der Turm an die Space Needle in Seattle, dessen gespreizte Formgebung des Schaftes sich taillenartig verjüngt und zum Turmkorb hin wieder verbreitert.
Er ist nach dem Menara Kuala Lumpur der dritthöchste Fernsehturm des Landes. Auf dem Dach des Turmkorbs in 105 Meter Höhe existiert eine Absprungstation für Base-Jumper.